# San Re
San Re è una frazione del comune di Barbianello, posta al confine con i comuni di Pinarolo Po e Santa Giuletta, nell'Oltrepò Pavese in provincia di Pavia. 
San Re si trova al termine della Strada Provinciale 66 delle Saline, proveniente da Santa Giuletta, e sul tracciato della Strada provinciale 187, proveniente da Bressana Bottarone e diretta a Barbianello. 
La frazione è posta lungo il corso della Roggia Cappella, canale a scopo idrico per l'agricoltura.
San Re è posta nella classica pianura Oltrepadana, nel mezzo di campi argillosi.

## Storia
San Re fu un possesso del priorato cluniacense di San Maiolo di Pavia, noto fin dal 1210, e chiamato inizialmente San Riellus. Nel 1564 passò in proprietà al collegio Borromeo di Pavia. Feudalmente apparteneva a Broni. Nel 1818 il comune di San Re fu soppresso e unito a quello di Barbianello.